# Chloothea mongolica
Chloothea mongolica är en insektsart som beskrevs av Alexander Fyodorovich Emeljanov 1964. Chloothea mongolica ingår i släktet Chloothea och familjen dvärgstritar. Inga underarter finns listade i Catalogue of Life.